# Efferia aestuans
Efferia aestuans är en tvåvingeart som först beskrevs av Carl von Linné 1763.  Efferia aestuans ingår i släktet Efferia och familjen rovflugor. Inga underarter finns listade i Catalogue of Life.

## Bildgalleri

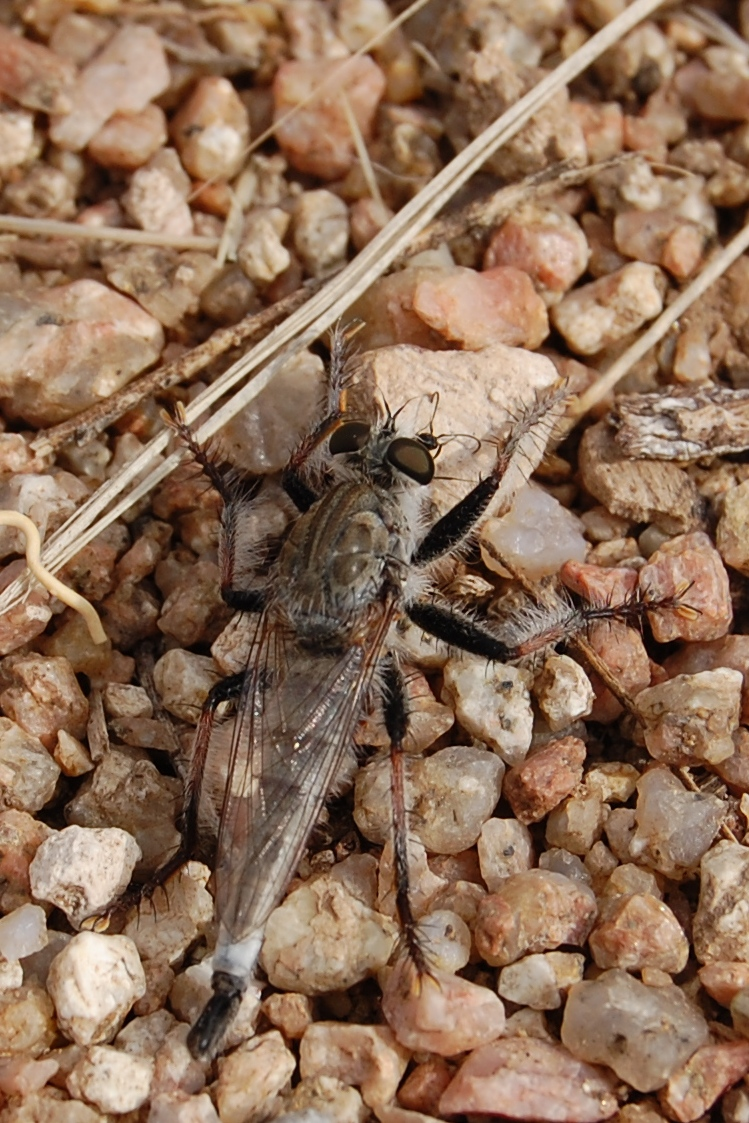
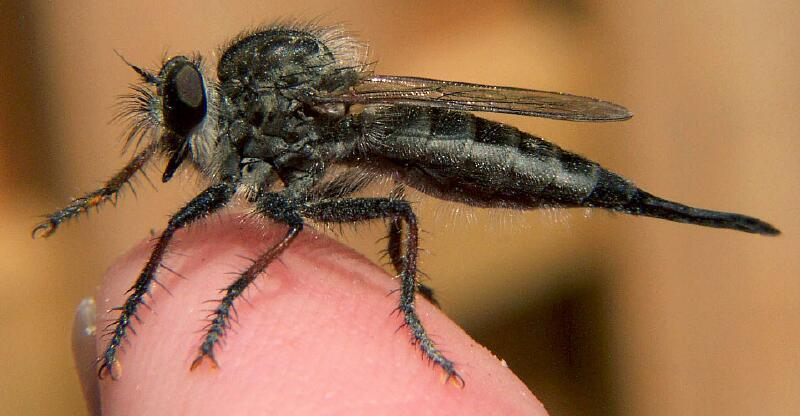
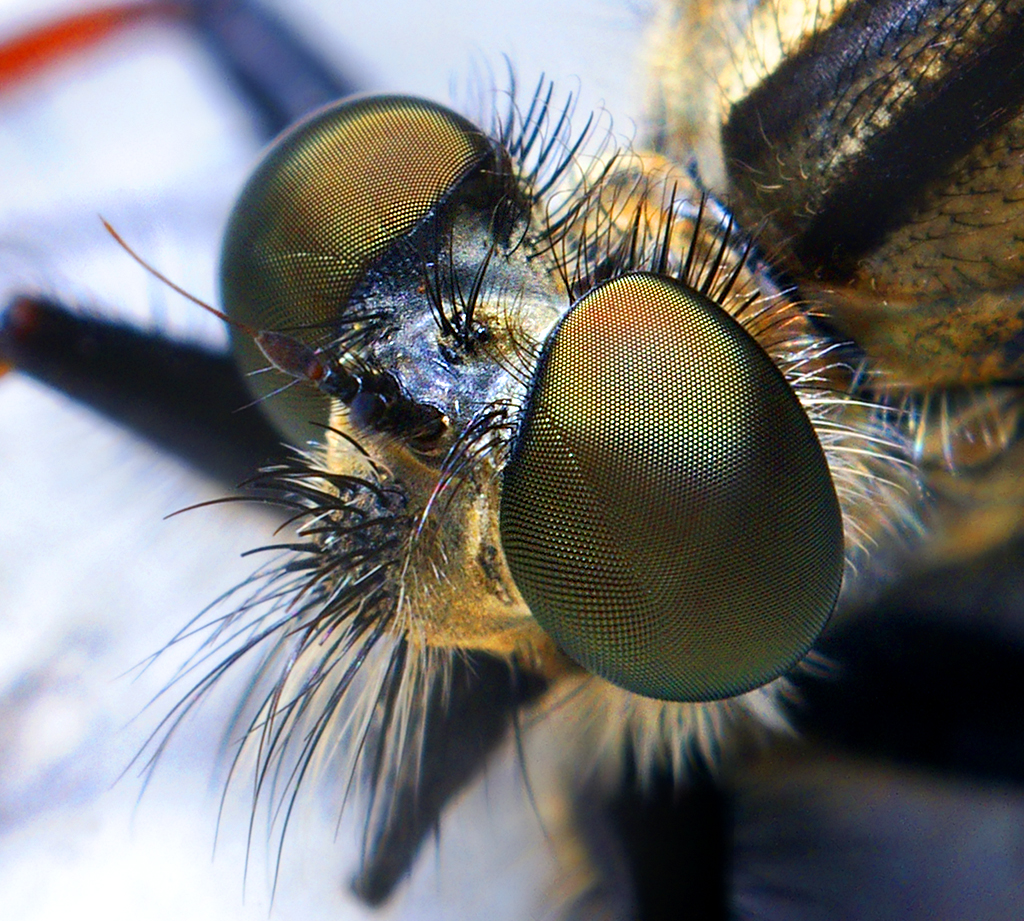